# Národní park Death Valley
Národní park Death Valley (anglicky Death Valley National Park) je státem chráněné území ve Spojených státech amerických. Velkou část tvoří Údolí smrti. Leží při hranicích států Nevada a Kalifornie, východně od pohoří Sierra Nevada. Národním parkem byl vyhlášen v říjnu 1994.

## Rekordy národního parku
Národní park Death Valley drží v rámci Spojených států několik rekordů. Byla zde naměřena nejvyšší teplota ve Spojených státech (57 °C). Leží zde nejníže položené místo ve Spojených státech Badwater Basin (-86 m). A konečně je Národní park Death Valley největším americkým národním parkem mimo Aljašku.

## Historie
Dle archeologických nálezů byla oblast obývána po tisíciletí. Od druhé poloviny 19. století se zde těžily nerostné suroviny, kvůli neziskovosti byly ale provozy ve dvacátých letech 20. století ukončeny. Původní obyvatelé z indiánského kmene Šošonů, kteří zde žili, byli v roce 1933 přemístěni do oblasti okolo Furnace Creek. V této době bylo Death Valley vyhlášeno národní památkou. V roce 1984 bylo prohlášeno za biosférickou rezervaci a v roce 1994 se stalo národním parkem.